# 岡山市立牧石小学校
岡山市立牧石小学校（おかやましりつ まきいししょうがっこう）は、岡山県岡山市北区玉柏にある公立小学校。

## 沿革
- 1875年（明治8年） 玉柏小学校を設立。
- 1952年（昭和27年）4月1日 牧石村が岡山市に編入されたことに伴い、岡山市立牧石小学校に改称。
- 1954年（昭和29年）4月1日 御津町のうち旧牧山村の一部が岡山市に編入されたことに伴い、御津町立牧山小学校を岡山市立牧石小学校牧山分校に再編。
- 2004年（平成16年）4月1日 牧山分校を廃止・統合。

## 卒業生
- 有森裕子（元マラソン選手） - バルセロナオリンピックとアトランタオリンピックで2度のメダル獲得に輝いた。

## 主な進学先
- 岡山市立岡北中学校

## 最寄駅・バス停
- JR津山線:玉柏駅・備前原駅
- 宇野バス:金山口バス停

## 通学区域が隣接している学校
- 岡山市立御津南小学校
- 岡山市立野谷小学校
- 岡山市立横井小学校
- 岡山市立御野小学校
- 岡山市立旭竜小学校
- 岡山市立高島小学校
- 岡山市立竜之口小学校
- 岡山市立古都小学校
- 岡山市立江西小学校
- 赤磐市立山陽小学校